# Ca l'Andreu Fargas
Ca l'Andreu Fargas és un edifici modernista de Reus (Baix Camp) inclòs a l'Inventari del Patrimoni Arquitectònic de Catalunya.

## Descripció
És un habitatge entre mitgeres estructurat en planta baixa i tres pisos superiors. Edifici força estret, busca la major entrada de llum i la utilització dels espais. Als baixos hi ha dues portes allindanades, totes dues de fusta, força senzilles. Al primer pis hi ha un balcó amb una barana de ferro forjat amb motius vegetals i d'altres de circulars. L'obertura és un gran arc de mig punt fet de maó parcialment cobert amb esgrafiats decorats amb garlandes de flors. Els pisos segon i tercer tenen tres obertures allindanades amb un balcó corregut ja més senzills, però que ajuden a la verticalitat de la casa. L'edifici està rematat per una cornisa motllurada. La solució compositiva de la façana és com la de la Casa Fornés, construïda vuit anys abans. Actualment està força deteriorada.